# Martin-Guillaume Biennais

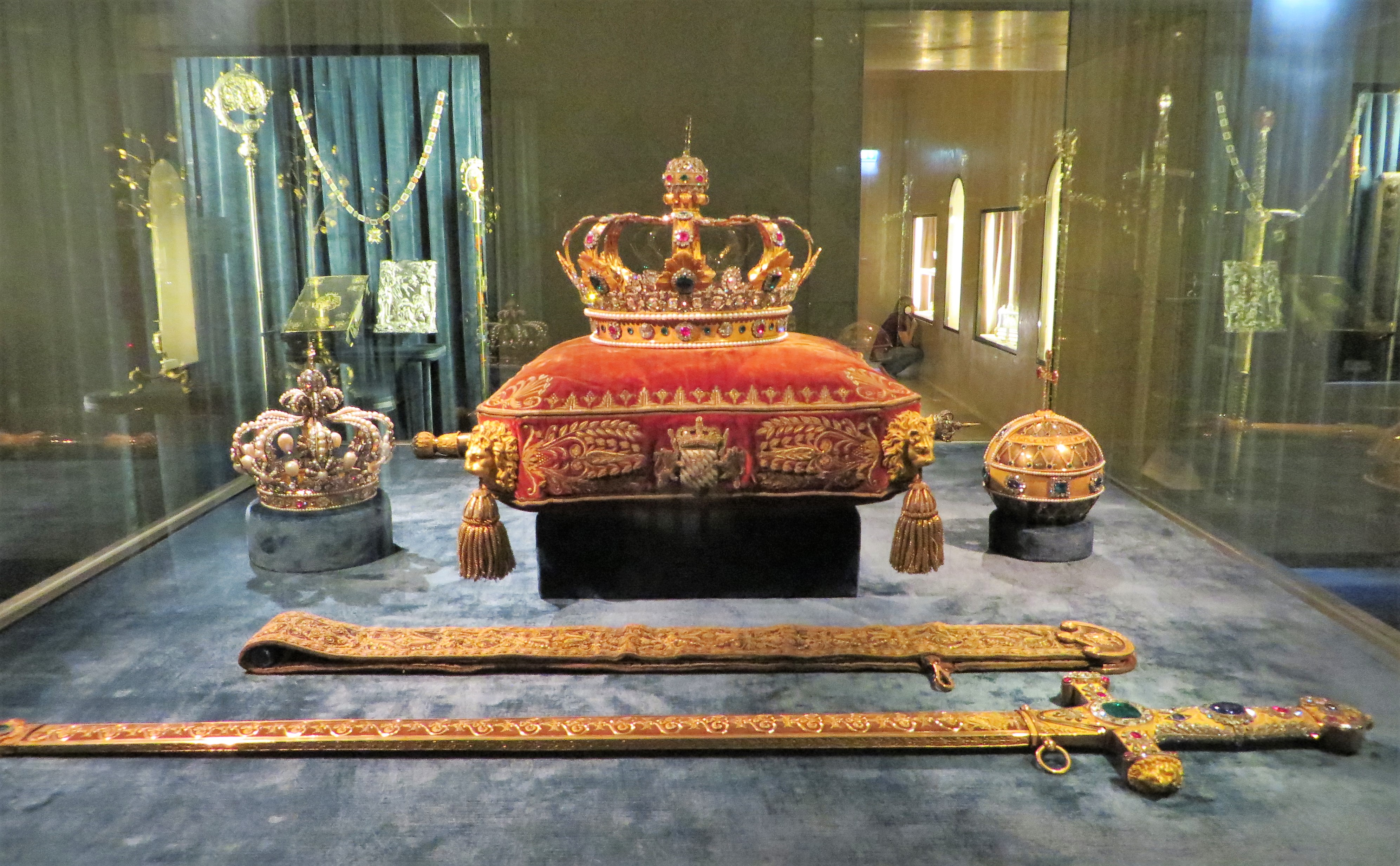
Bayrische Kroninsignien aus der Werkstatt des Pariser Goldschmieds Martin-Guillaume Biennais

Martin-Guillaume Biennais (* 29. April 1764 bei La Cochère, Département Orne; † 27. März 1843 in Paris) war ein bekannter Pariser Kunsttischler und Gold- und Silberschmied, der seit 1789 ein Geschäft in der  rue Saint-Honoré hatte. Biennais war neben Pierre-Philippe Thomire und Jean-Baptiste Claude Odiot einer der berühmtesten Empire-Goldschmiede in Paris. Napoleon Bonaparte ernannte ihn nach seiner Kaiserkrönung zum königlichen Goldschmied. 